# La prima volta, sull'erba
La prima volta, sull'erba è un film del 1975 diretto da Gianluigi Calderone. Il titolo completo del film è La prima volta, sull'erba (Danza d'amore sotto gli olmi).

## Trama
Inizio Novecento. In una pensione del Tirolo si incontrano due famiglie: un medico con suo figlio e una vedova con sua figlia. Tra i due ragazzi nasce subito una bella amicizia che si trasformerà presto in una relazione disinibita, approvata dai genitori che hanno una visione molto "libera" della vita.
Nel frattempo, anche i genitori si innamorano e questo causerà un blocco emotivo alla relazione dei giovani. Quando i ragazzi tenteranno un doppio suicidio, sventato da un amico, le due famiglie si divideranno per sempre.